# Long Jia
Long Jia (en chino: 龙佳; 29 de agosto de 1998) es una deportista china que compite en lucha libre. Ganó dos medallas en el Campeonato Mundial de Lucha, en los años 2022 y 2024, ambas en la categoría de 65 kg.

## Palmarés internacional
| Campeonato Mundial | Campeonato Mundial | Campeonato Mundial | Campeonato Mundial |
| Año                | Lugar              | Medalla            | Categoría          |
| ------------------ | ------------------ | ------------------ | ------------------ |
| 2022               | Belgrado (Serbia)  | Medalla de plata   | 65 kg              |
| 2024               | Tirana (Albania)   | Medalla de oro     | 65 kg              |